# Alberico Albricci
Alberico Albricci (Gallarate, 1864. december 6. – Róma, 1936. április 2.) olasz tábornok és az első világháborút követően politikusként az Olasz Királyság hadügyminisztere volt.

## Élete
Alberico Albricci 1864. december 6-án született a lombardiai Gallarate városban, Antonio Albricci és Lavinia Birago gyermekeként. Számos katonai intézményben végzett tanulmányokat, majd 1896-ban elvégezte a katonatiszti főiskolát. 1888 és 1889 között részt vett az Olasz Királyság gyarmati harcaiban Afrikában, 1915 és 1918 között pedig az első világháborúban. 1915. július 6-án megszerezte az ezredes, 1916. június 29-én pedig vezérőrnagy rendfokozatot. 1932-ig még négy alkalommal léptették elő. 1919. június 24-én kinevezték az Olasz Királyság hadügyminiszterévé, e tisztséget 1920. március 13-ig töltötte be. Pályafutása során számos kitüntetést és érdemrendet adományoztak a részére.
1926-ban a fasiszta kormányzat hadseregtábornoki rangra emelte. 1936. április 2-án hunyt el Rómában.